# Peter Dignan
Peter DIgnan, né le 6 mars 1955 à Gibraltar et mort le 20 juin 2013, est un rameur d'aviron néo-zélandais.

## Carrière
Peter Dignan participe aux Jeux olympiques de 1976 à Montréal et est médaillé de bronze dans l'épreuve du huit avec ses partenaires Trevor Coker, Ivan Sutherland, Lindsay Wilson, Athol Earl, Dave Rodger, Alex McLean, Tony Hurt et Simon Dickie. 